# Melodies of Atonement
Melodies of Atonement è l'ottavo album in studio del gruppo musicale norvegese Leprous, pubblicato il 30 agosto 2024 dalla Inside Out Music.

## Descrizione
L'album è stato registrato presso i GhostWard Studios di Stoccolma sotto la supervisione di David Castillo, con il quale i Leprous avevano già lavorato in passato. Per i dieci brani il gruppo ha optato per un ritorno verso sonorità più pesanti e diretti nonché privi delle orchestrazioni che avevano caratterizzato le precedenti pubblicazioni; emergono tuttavia molti elementi derivanti dalla musica elettronica. A tal proposito, il chitarrista Robin Ognedal ha aggiunto che l'intenzione del quintetto era quello di proporre qualcosa maggiormente suonato da loro piuttosto che spostare l'attenzione dell'ascoltatore verso qualcosa da loro non suonato direttamente, oltre ad aver avvertito che Malina, Pitfalls e Aphelion risultano nel complesso molto simili tra loro per via degli elementi orchestrali. Tale concetto è stato marcato anche dal frontman Einar Solberg, principale autore del progetto, che durante la fase di composizione (iniziata nel marzo 2023, appena dopo la conclusione del tour di Aphelion) ha optato per mantenere i brani più orchestrali per il suo album solista 16 e quelli più pesanti e incentrati sui singoli componenti dei Leprous per Melodies of Atonement.

## Tracce
Testi e musiche di Einar Solberg, eccetto dove indicato.
1. Silently Walking Alone – 4:05
2. Atonement – 4:49 (musica: Einar Solberg, Simen Børven)
3. My Specter – 3:55
4. I Hear the Sirens – 4:31
5. Like a Sunken Ship – 4:04 (testo: Tor Oddmund Suhrke)
6. Limbo – 5:56
7. Faceless – 6:25 (testo: Tor Oddmund Suhrke)
8. Starlight – 6:09 (musica: Einar Solberg, Simen Børven)
9. Self-Satisfied Lullaby – 6:21
10. Unfree My Soul – 5:21 (musica: Robin Ognedal, Einar Solberg)

Traccia bonus nelle edizioni limitata e deluxe
1. Claustrophobic – 3:13 (musica: Einar Solberg, Simen Børven)

Contenuto bonus nell'edizione deluxe
- CD 2 – Instrumental

1. Silently Walking Alone – 4:05
2. Atonement – 4:49 (musica: Einar Solberg, Simen Børven)
3. My Specter – 3:55
4. I Hear the Sirens – 4:31
5. Like a Sunken Ship – 4:04
6. Limbo – 5:56
7. Faceless – 6:25
8. Starlight – 6:09 (musica: Einar Solberg, Simen Børven)
9. Self-Satisfied Lullaby – 6:21
10. Unfree My Soul – 5:21 (musica: Robin Ognedal, Einar Solberg)

- BD

1. Melodies of Atonement (Dolby Atmos) – 51:36
2. Melodies of Atonement (5.1 Surround Mix) – 51:36
3. Melodies of Atonement (High Res Stereo 96/24) – 51:36

## Formazione
Gruppo
- Einar Solberg – voce, tastiera
- Tor Oddmund Suhrke – chitarra
- Robin Ognedal – chitarra
- Simen Børven – basso
- Baard Kolstad – batteria

Altri musicisti
- John Lönnmyr – organo Hammond (traccia 6)
- Lyan Cahuac Hun – pianoforte (tracce 7 e 10)
- 170 fan – cori (traccia 7)

Produzione
- David Castillo – produzione, registrazione
- Einar Solberg – produzione
- Leprous – produzione
- Adam Noble – missaggio
- Robin Schmidt – mastering
- Hans Olsson – registrazione organo Hammond (traccia 6)
- Chris Edrich – missaggio (traccia 11)

## Classifiche
| Classifica (2021)          | Posizione massima |
| -------------------------- | ----------------- |
| Austria                    | 19                |
| Belgio (Vallonia)          | 128               |
| Finlandia                  | 22                |
| Francia                    | 92                |
| Germania                   | 20                |
| Paesi Bassi                | 85                |
| Regno Unito (rock & metal) | 6                 |
| Svizzera                   | 11                |